# Ultrafiltración renal
En términos biológicos, la ultrafiltración ocurre en la barrera entre la sangre y el filtrado en el corpúsculo renal o la cápsula de Bowman en los riñones. La cápsula de Bowman contiene una densa red capilar llamada glomérulo. La sangre fluye en estos tubos capilares a través de una ancha arteriola aferente y se va a través de una más estrecha arteriola eferente. La presión arterial dentro de estos tubos capilares es alta porque:
1. La arteria renal contiene sangre a una muy alta presión que entra al glomérulo vía la corta arteriola aferente.
2. La arteriola eferente tiene un diámetro más pequeño que la arteriola aferente.

## Filtrado glomerular
La alta presión obliga a moléculas pequeñas de un promedio máximo de 7 kDa tales como agua, glucosa, aminoácidos, cloruro de sodio y urea pasen a través del filtro, desde la sangre en la cápsula glomerular a través de la membrana basal de la cápsula de bowman hacia el nefrón. La ultrafiltración es este tipo de filtración de alta presión. El fluido formado de esta manera es llamado filtrado glomerular. Las moléculas grandes como las de proteína del plasma y las células sanguíneas no pasan a través del filtro porque son demasiado grandes.
La presión glomerular es cerca de 60 mmHg (10 kPa). Es opuesta por la presión osmótica (30 mmHg, 4 kPa) y la presión hidrostática (20 mmHg, 2,7 kPa) de los solutos presentes en el espacio capsular. Esta diferencia en la presión es llamada presión efectiva (25 mmHg, 3,3 kPa).
La ultrafiltración también es usada en la hemodiálisis para limpiar la sangre mientras se mantiene su composición intacta dentro de ella.

## Tasa de filtración glomerular
Cada minuto se filtran por los glomérulos aproximadamente 125 ml/min de líquido en una persona adulta normal con dos riñones funcionantes. 
Después que el sodio, potasio y el agua han sido filtrados hacia el túbulo renal proximal, bajo condiciones normales la mayoría vuelve a ser reabsorbido de vuelta al plasma sanguíneo. De tal manera que aproximadamente 30 ml/min del filtrado original proveniente del glomérulo llega al asa de Henle. Finalmente, entre 5-10 ml/min llega a los túbulos colectores.